# Alexander John Forsyth
Alexander John Forsyth (* 28. Dezember 1769 in Belhelvie (Aberdeenshire); † 11. Juni 1843 in Belhelvie) war ein schottischer Geistlicher (Reverend) der presbyterianischen Kirche und gilt als Erfinder der Schlagzündung.

## Leben
Als Sohn des Pfarrers James Forsyth entschied sich Alexander Forsyth ebenfalls für diesen Beruf. Am King’s College (Universität) in Aberdeen erzogen trat er 1790 die  Amtsnachfolge seines verstorbenen Vaters an und wurde Pfarrer in Belhelvie. Nebenbei beschäftigte er sich mit Chemie und konstruierte 1805–07 einen neuartigen Zündmechanismus für die Treibladung der Geschosse in Handfeuerwaffen, 1807 ließ er sich seine Erfindung patentieren. Diese Zündvorrichtung wird als Perkussionsschloss bezeichnet und löste die bis dahin üblichen, unzuverlässigeren Steinschloss-Systeme ab.

Die Zündung der Treibladung erfolgte mittels „knallsaurem Quecksilberoxyd“.
Das Interesse der britischen Armee an seiner Konstruktion war anfangs groß und Forsyth erhielt zunächst Unterstützung vom Master-General der Artillerie, Lord Moira. In einer Werkstatt im  Londoner Tower konnte er seinen Entwurf weiterentwickeln, später gründete Forsyth das Unternehmen „Forsyth & Co.“ in Piccadilly. Ein Angebot Napoleons, für 20.000 Pfund mit seiner Erfindung nach Frankreich zu gehen, lehnte er ab.
Neben seiner Arbeit als Pfarrer und Erfinder gründete Forsyth eine Sparkasse in Belhelvie. Erst sehr spät wurde ihm seitens der britischen Regierung eine Anerkennung in Form einer bescheidenen Rente zuerkannt, die erste (und letzte) Tranche erhielt er am Tage seines Todes. Forsyth starb 1843, er ruht auf dem alten Friedhof von Belhelvie im Familiengrab neben seinem Vater.

## Ehrungen
Im Tower of London wurde ihm 1929/30 ein Denkmal errichtet, außerdem erinnert an ihn eine Bronzetafel am Chromwell-Turm. Eine weitere Gedenk-Tafel befindet sich in der „Quad“ des Kings College an der University von Aberdeen.